# Stray (Band)
Stray ist eine britische Rockband, die ursprünglich von 1966 bis 1977 bestand und seit den 1990er Jahren wieder aktiv ist.

## Bandgeschichte
Stray wurde 1966 von Steve Gadd (Gesang), Del Bromham (Gitarre), Gary Giles (Bass) und Steve Crutchley (Schlagzeug) gegründet, als sie Schüler der Christopher Wren School in London waren. 1968 ging Crutchley, für ihn kam Richard „Ritchie“ Cole. 1970 bekamen sie einen Vertrag bei Transatlantic Records. Bis 1976 erschienen acht Studioalben, dazu zwei Kompilationen 1975 und 1977. Allmusic vergleicht Stray mit Cream, Thin Lizzy und Mountain, doch konnten sie deren Erfolg nicht erreichen.
1975 kam der Gitarrist Peter Dyer, und Gadd verließ die Band. Doch auch der neue Schwung, den Dyer mitbrachte, und die Verpflichtung des Managers Charly Kray – Bruder der berüchtigten Kray-Zwillinge – führte nicht auf die Erfolgsspur. Nach dem achten Studioalbum Hearts of Fire, 1976 bei Pye Records erschienen, brach die Band 1977 auseinander. Bromham begann eine Solokarriere.
Um 1980 wurde Stray von Dyer, Cole und Giles mit den neuen Gitarristen Don Hollis und Tony Pow wiederbelebt. 1981 verließen Hollis und Pow die Gruppe, und Bromham kehrte zurück. 1984 stieß auch Gadd wieder dazu. Im gleichen Jahr erschien das Album Live at the Marquee. 1987 wandte sich Bromham erneut anderen Projekten zu.
1993 trat Stray in der Besetzung Bromham, Gadd, Giles und Cole für einige Konzerte wieder auf. 1995 gab es eine weitere Wiedergeburt, dieses Mal mit Del Bromham sowie Dusty Miller (Bass) und Phil McKee (Schlagzeug). In dieser Formation entstand ein Livealbum, dem 1997 ein Studioalbum folgte.

## Diskografie
- 1970: Stray
- 1971: Suicide
- 1972: Saturday Morning Pictures
- 1973: Mudanzas
- 1974: Move It
- 1975: Stray Tracks (Kompilation mit zuvor unveröffentlichten Outtakes)
- 1975: Stand Up and Be Counted
- 1976: Houdini
- 1976: Hearts of Fire
- 1977: Reflecting A Generation (Kompilation)
- 1984: Live at the Marquee (live)
- 1996: Alive and Giggin (live)
- 1997: New Dawn
- 2001: 10
- 2002: Live: In Yer face! (live)
- 2003: Time Machine – Anthology 1970-1977 (Kompilation, Doppel-CD)
- 2010: Valhalla
- 2014: Live in Japan 2013 (live)
- 2017: All In Your Mind - The Transatlantic Years 1970-1974 (Kompilation, 4 CDs)